# Казна (рагби 15)
Казна је једно од правила у рагбију 15. Капитен екипе у чију је корист досуђена казна, бира једну од четири опције:
1. Скрам на месту где је прекршено правило. (енгл. Scrum)
2. Тап кик (брз напад са места где је свирана казна). (енгл. Tap kick)
3. Шут из казне на гол који вреди 3 поена. (енгл. Penalty kick)
4. Шут у аут ( на месту на ком лопта буде прешла у аут у ваздушној линији, биће аут за екипу која је шутирала). (енгл. Kick for touch)